# Antun Vujić
Antun Vujić (ur. 14 lipca 1945 w Dubrowniku) – chorwacki polityk, publicysta i filozof, parlamentarzysta, w latach 2000–2003 minister kultury.

## Życiorys
Ukończył studia z zakresu filozofii i socjologii na Uniwersytecie w Zagrzebiu. Uzyskał w 1985 doktorat z nauk filozoficznych. Od 1965 pracował jako redaktor i wydawca czasopism studenckich i młodzieżowych. Brał udział w wydarzeniach Chorwackiej Wiosny. Od pierwszej połowy lat 70. pracował jako leksykograf. Należał do współtwórców chorwackiego komitetu praw człowieka.
W 1989 organizował i stanął na czele Partii Socjaldemokratycznej, przekształconej następnie w ugrupowanie pod nazwą Socjaldemokraci Chorwacji (SDH). W wyborach w 1992 Antun Vujić ubiegał się o urząd prezydenta Chorwacji. Zajął ósme (ostatnie) miejsce z wynikiem 0,7% głosów. W 1994 doprowadził do zjednoczenia swojego ugrupowania z postkomunistyczną Socjaldemokratyczną Partią Chorwacji, stając się jednym z jej liderów. W 1995 i 2000 był wybierany z ramienia SDP do krajowego parlamentu.
27 stycznia 2000 został ministrem kultury w koalicyjnym rządzie Ivicy Račana. 30 lipca 2002 objął tożsame stanowisko w drugim gabinecie tego premiera, które zajmował do 23 grudnia 2003. W wyborach parlamentarnych w 2003 i 2007 ponownie był wybierany do Zgromadzenia Chorwackiego kolejnych kadencji. W parlamencie zasiadał do 2011.

## Odznaczenia
- Wielki Order Króla Dymitra Zwonimira (2023)[3]